# Roy Smeck
Leroy „Roy“ Smeck (* 6. Februar 1900 in Reading, Pennsylvania; † 5. April 1994 in New York City, NY) war ein US-amerikanischer Multiinstrumentalist, Gitarrist, Ukulelespieler, Banjospieler der vor allem im Bereich der Hawaiimusik erfolgreich war. Sein Beiname war The Wizard of the Strings (‚Hexenmeister der Saiten‘).

## Leben
Seine Karriere nahm Anfang der 1920er-Jahre ihren Lauf, als er für die Warner Bros. Records einige Platten aufnahm. Später erschien er dann auch in einigen Spielfilmen der Warner Bros. Pictures. Neben seinen erfolgreichen Soloaufnahmen, die eine Mischung aus Jazz, Hillbilly und Hawaiian-Musik darstellten, arbeitete er des Öfteren mit den Country-Sängern Vernon Dalhart und Carson Robison zusammen. Anfang der 1930er-Jahre gründete er dann seine eigene Band, das Vita Trio. Zudem spielte er auf der ganzen Welt und trat bei der Amtseinführung Franklin D. Roosevelts auf. Er begann Sachbücher über das Spielen von Ukulele, Banjo und Steel Guitar zu veröffentlichen. Später begann er dann auch im Fernsehen aufzutreten, unter anderem in der Ed Sullivan Show.
In seiner langjährigen Karriere nahm Smeck mehr als 500 Platten auf, unter anderem für Victor Records und RCA Victor, Edison Records, Columbia Records und Decca Records. In den 1970er-Jahren erlangte er durch Wiederveröffentlichungen neue Popularität.
Roy Smeck verstarb am 5. April 1994 im Alter von 94 Jahren in New York. Er wurde 2001 postum in die Banjo Hall of Fame sowie in die Ukulele Hall of Fame aufgenommen.
1985 wurde ein Dokumentar-Kurzfilm über ihn mit dem Titel The Wizard of the Strings gedreht.